# Parlamentswahl in der Republik Kongo 2012
Die Parlamentswahl in der Republik Kongo 2012 fand am 15. Juli und am 5. August in der zentralafrikanischen Republik Kongo statt. Gewählt wurden 136 von 139 Mitgliedern der Nationalversammlung. Offiziell errang die bereits bisher regierende Partei Parti Congolais du Travail des seit über 30 Jahren amtierenden Präsidenten Denis Sassou Nguesso mehr als 2/3 der Sitze. Obwohl 30 Beobachter der Afrikanischen Union anwesend waren, gehen internationale Beobachter und Opposition davon aus, dass die Ergebnisse wenig aussagekräftig sind und auf massiven Wahlfälschungen beruhen.

## Wahlsystem
Vorgesehen war, dass die 139 Sitze der Nationalversammlung in eben so vielen Wahlbezirken nach dem Mehrheitswahlrecht bestimmt werden. In den Wahlbezirken, in denen kein Kandidat in der ersten Runde die Mehrheit der Stimmen erhielt, wurde eine zweite Runde durchgeführt, in denen der Kandidat bzw. die Kandidatin mit den meisten Stimmen den Sitz erhielt. Kandidaten mussten mindestens 25 Jahre alt, Staatsbürger der Republik Kongo sowie frei von Vorstrafen sein. Von den 1213 Kandidaten waren 124 Frauen und 1089 Männer. In drei Bezirken der Hauptstadt Brazzaville entfielen die Wahlen, da sich dort unmittelbar vorher eine Explosion ereignete, die 300 Menschenleben kostete. Entsprechend blieben 3 Sitze unbesetzt. Später sprach ein Gericht den bisherigen Parlamentsvertretern der drei Bezirke das Recht zu, ihre Amtszeit auf die neue Legislaturperiode auszudehnen.

## Offizielle Ergebnisse
Offiziell konnte die Regierungspartei Parti Congolais du Travail die Zahl ihrer Sitze mehr als verdoppeln und so zehnmal so viele Sitze erringen wie die größte Oppositionspartei Mouvement Congolais pour la Démocratie et le Développement Intégral.
- Parti Congolais du Travail: 89
- Mouvement Congolais pour la Démocratie et le Développement Intégral: 7
- Union Panafricaine pour la Démocratie Sociale: 7
- Rassemblement pour la Démocratie et le Progrès Social: 5
- Mouvement Action Renouveau: 4
- Rassemblement Citoyen: 3
- Sonst.: 9
- Unabh.: 12
- Vakant: 3

| Partei                                                              | Stimmen | % | Sitze | ±   |
| ------------------------------------------------------------------- | ------- | - | ----- | --- |
| Parti Congolais du Travail                                          |         |   | 89    | +43 |
| Mouvement Congolais pour la Démocratie et le Développement Intégral |         |   | 7     | −4  |
| Union Panafricaine pour la Démocratie Sociale                       |         |   | 7     | −4  |
| Rassemblement pour la Démocratie et le Progrès Social               |         |   | 5     | +3  |
| Mouvement Action Renouveau                                          |         |   | 4     | −1  |
| Rassemblement Citoyen                                               |         |   | 3     | +2  |
| Bewegung für Einheit, Solidarität und Arbeit                        |         |   | 2     | New |
| Union Patriotique pour la Démocratie et le Progrès                  |         |   | 2     | 0   |
| Club für Perspektive und Realität                                   |         |   | 1     | New |
| Union des Forces Démocratiques                                      |         |   | 1     | 0   |
| Union pour la République                                            |         |   | 1     | −1  |
| Club 2002                                                           |         |   | 1     | −2  |
| Republikanische und liberale Partei                                 |         |   | 1     | New |
| Unabhängige                                                         |         |   | 12    | −25 |
| (Vorläufig) vakant                                                  | –       | – | 3     | –   |
| Total                                                               |         |   | 139   | +2  |
| Quelle: IPU                                                         |         |   |       |     |